# Bogdan Gajda
Bogdan Gajda (* 26. srpna 1953 Sokolniki Stare, Polsko) je bývalý polský rohovník/boxer.

## Sportovní kariéra
Začínal s házenou a basketbalem. S boxem se seznámil v 15 letech jako hornický učeň v Pszówu. Připravoval se pod vedením Antoni Zygmunta. V roce 1975 si ho reprezentační trenéři stáhli do armádního klubu Legia Warszawa. V polské reprezentaci se pohyboval v lehké velterové váze do 63,5 kg. V roce 1976 startoval na olympijských hrách v Montréalu a skončil bez umístění potom, co ve druhém kole nestačil na Sověta Vasilije Solomina. V roce 1980 startoval na svých druhých olympijských hrách v Moskvě, ale před branami čtvrtfinále mu stopku nečekaně vystavil švédský reprezentant (původem z Ugandy) Shadrach Odhiambo. Po skončení sportovní kariéry koncem osmdesátých let se začal věnovat trenérské práci.

## Výsledky
| Turnaj             | 1976                 | 1977                 | 1978                 | 1979                 | 1980                 |
| Turnaj             | 23                   | 24                   | 25                   | 26                   | 27                   |
| Turnaj             | lehká velterová váha | lehká velterová váha | lehká velterová váha | lehká velterová váha | lehká velterová váha |
| ------------------ | -------------------- | -------------------- | -------------------- | -------------------- | -------------------- |
| Olympijské hry     | úč.                  |                      |                      |                      | úč.                  |
| Mistrovství světa  |                      |                      | úč.                  |                      |                      |
| Mistrovství Evropy |                      | 1.                   |                      | —                    |                      |